# علم البيئة الشتوية للحشرات
يدرس علم البيئة الشتوية للحشرات استراتيجياتها للبقاء على قيد الحياة، والتي تشبه بصورة كبيرة تلك الموجودة في النباتات مقارنة بالعديد من الحيوانات الأخرى، مثل الثدييات والطيور. وعلى عكس الحيوانات التي يمكن أن تولّد حرارتها داخليًا (ماصة للحرارة)، تعتمد الحشرات على مصادر خارجية لتوفير الحرارة (خارجية الحرارة). وبالتالي، إما أن تتجمد الحشرات في طقس الشتاء أو تعتمد على آليات أخرى لتجنب التجمد. يهدد فقدان الوظيفة الأنزيمية والتجمد في نهاية المطاف بسبب انخفاض درجات الحرارة اليومية استمرار هذه الكائنات الحية خلال فصل الشتاء. ولا عجب أن تكون الحشرات طورت عددًا من الاستراتيجيات للتعامل مع قسوة درجات الحرارة الشتوية في الأماكن التي لم تكن لتنج منها لولا هذه الاستراتيجيات.
طورت الحشرة استراتيجيتين رئيسيتين للبقاء على قيد الحياة في فصل الشتاء كحلول لعدم قدرتها على توليد حرارة كبيرة عن طريق خلاياها. الهجرة هي تجنب كامل لدرجات الحرارة التي تشكل تهديدًا. وتطويع الجو في درجات الحرارة الباردة الموجودة ليكون بيئتها الطبيعية هو بديل للهجرة. ينقسم هذا الجَلَد ضد البرد إلى فئتين: تجنبه، محاولة احتماله.

## الهجرة
تختلف هجرة الحشرات عن هجرة الطيور. هجرة الطيور حركة مزدوجة الاتجاه ذهابًا وإيابًا لكل مرة، في حين أن هذا لا يحدث عادة مع الحشرات. نتيجة للعمر القصير (عادة) للحشرات، يحل محل الحشرات البالغة التي أكملت نصف الرحلة عضو من الجيل التالي في العودة. نتيجة لذلك، يعيد علماء الأحياء اللافقارية تعريف الهجرة لهذه المجموعة من الكائنات في ثلاثة أجزاء:
1. حركة مباشرة ومستمرة بعيدًا عن مكان المنشأ.
2. سلوكيات مميزة قبل وبعد الحركة.
3. إعادة توزيع الطاقة داخل الجسم وفقًا للحركة.

يتيح هذا التعريف اعتبار تنقلات الحشرات الجماعية هجرة. ولعل أفضل هجرة معروفة لحشرة هي الفراشة الملكية. تهاجر الفراشة من أقصى شمال أمريكا الشمالية مثل كندا جنوبًا إلى المكسيك وجنوب كاليفورنيا سنويًا من أغسطس إلى أكتوبر تقريبًا. يزداد العدد شرق جبال روكي في ولاية ميتشواكان بالمكسيك، ويزداد أيضًا في مناطق مختلفة في وسط كاليفورنيا الساحلية، ولا سيما في باسيفيك جروف وسانتا كروز. يُقدر طول الرحلة ذهابًا وإيابًا بنحو 3600 كم. أطول رحلة في اتجاه واحد للفراشة على بعد 0093. كم من أونتاريو بكندا إلى سان لويس بوتوسي بالمكسيك. تستدلّ فيها باتجاه أشعة الشمس والإشارات المغناطيسية لتوجيه نفسها أثناء الهجرة.
تستهلك الفراشة الملكية طاقة كبيرة للقيام بمثل هذه الرحلة الطويلة، والتي تتوفر من خلال احتياطيات الدهون. عندما تصل إلى مواقع الإِشتاء، تبدأ فترة انخفاض معدل الاستقلاب. يوفر رحيق الزهور الذي حُصّل في موقع الإِشتاء الطاقةَ للهجرة شمالًا. للحد من استخدام الطاقة، تتجمع الفراشات الملكية في مجموعات كبيرة من أجل الحفاظ على درجة حرارة مناسبة. توظف هذه الاستراتيجية، على غرار التشابك في الثدييات الصغيرة، حرارة الجسم من جميع الكائنات الحية وتخفض من فقدان الحرارة.
تتواجد بكثرة في أمريكا الشمالية وأمريكا الجنوبية ومنطقة البحر الكاريبي حشرة مهاجرة شهيرة أخرى هي الدارين الخضراء. أنماط الهجرة في هذا النوع أبسط بكثير من الفراشة الملكية. تغادر الدارين الخضراء نطاقاها الشمالي في سبتمبر وتهاجر جنوبًا. أشارت الدراسات إلى التدفق الموسمي للدراين الأخضر إلى جنوب فلوريدا، ما يدل على سلوك الهجرة. أُنجز القليل من خلال تتبع الدارين الخضراء، وأسباب الهجرة ليست مفهومة تمامًا نظرًا لوجود أعداد من المقيمين والمهاجرين على حد سواء. والعامل المشترك للهجرة إلى الجنوب في هذا النوع هو بداية فصل الشتاء.

## تجنب التجمد
يحدث التجمد المميت عندما تتعرض الحشرات لدرجات حرارة أقل من حرارة تجمد سوائل الجسم؛ لذا يجب على الحشرات التي لا تهاجر من المناطق مع بداية درجات الحرارة الباردة وضع استراتيجيات لذلك، إما أن تتحمل أو تتجنب تجميد سوائل الجسم داخل الخلايا وخارجها. تنقسم درجات الحرارة الباردة، في الحشرات، بشكل عام إلى فئتين: فئة يمكن للحشرات المقاومة للتجمد أن تتغاضى عن حدوث تجمد داخلي وتقاوم التجمد عن طريق الحفاظ على تدفق سوائل الجسم. وتختلف الاستراتيجية العامة التي تتبناها الحشرات بين نصف الكرة الشمالي ونصف الكرة الجنوبي. في المناطق المعتدلة في نصف الكرة الشمالي، حيث يتوقع أن تكون درجات الحرارة الباردة موسمية وعادة ما تكون لفترات طويلة، فإن الاستراتيجية الرئيسية هي تجنب التجمد. في المناطق المعتدلة في نصف الكرة الجنوبي، حيث درجات الحرارة الباردة الموسمية ليست شديدة أو طويلة الأمد، فإن الاستراتيجية الرئيسية هي تحمل الصقيع. ومع ذلك، في المنطقة القطبية الشمالية، حيث يحدث التجميد موسميًا ولفترات طويلة (أكثر من 9 أشهر)، يسود التكيف مع الجليد أيضًا.
يشمل تجنب التجمد كل الآليات الفيزيولوجية والكيميائية الحيوية. وتتمثل إحدى طرق تجنب التجمد في اختيار موقع سبات جاف لا يمكن أن يتكون فيه سطح جليدي من مصدر خارجي. قد يكون للحشرات أيضًا غلاف حاجز مثل غشاء شمعي يوفر حماية ضد الجليد الخارجي. مرحلة التطور التي تتحول فيها الحشرة في فصل الشتاء باختلاف الأنواع، ولكن يمكن أن تحدث في أي نقطة من دورة الحياة (أي البيض، والشرنقة، واليرقة، واليافعين).
تحتاج الحشرات التي تقاوم التجمد والتي لا يمكنها تحمل تجمد السوائل داخل جسدها إلى تنفيذ استراتيجيات لخفض درجة الحرارة التي ستتجمد عندها سوائلها الجسدية. التبريد الفائق هو العملية التي يبرد بها الماء تحت نقطة التجمد دون تغيير طوره إلى الحالة الصلبة، بسبب عدم وجود مصدر تبلور. يحتاج الماء إلى جسيم مثل الغبار من أجل التبلور. وإذا لم يدخل أي مصدر للتبلور، يمكن تبريد الماء إلى 42- درجة مئوية دون تجميد. في المرحلة الأولية من تصلب البرد الموسمي، تجب إزالة أو إلغاء تنشيط عوامل نواة الجليد مثل جزيئات الطعام وجزيئات الغبار والبكتيريا في الأمعاء أو الأجزاء الداخلية من الحشرات التي تقاوم التجمد. يمكن تحقيق إزالة مواد التبلور الجليدي من الأمعاء عن طريق الإقلاع عن الغذاء، والتخلص من القناة الهضمية وأنوية الجليد البروتينية الدهنية من الهيمولمف.
تتكيف بعض أنواع قاذفات الذنب مع البرد الشديد عن طريق تقليص القناة الهضمية الوسطى أثناء عملية تبدل الطور.
بالإضافة إلى الاستعدادات الفيزيائية لفصل الشتاء، يغير العديد من الحشرات كيميائيتها الحيوية والتمثيل الغذائي أيضًا. مثلًا، تُخلّق بعض الحشرات واقياتٍ من البرد (كريوبروتيكتنت) مثل البوليولات والسكريات، ما يقلل من درجة حرارة التجمد المميتة. على الرغم من أنه يمكن العثور على البوليولات مثل السوربيتول والمانيتول وغليكول الإيثيلين، لكن الغليسرين هو أكثر أنواع الكريوبروتيكتنت شيوعًا ويمكن أن يعادل 20% من إجمالي كتلة الجسم. يُوزع الغليسرين بشكل متساو في جميع أنحاء الرأس والصدر وبطن الحشرات، ويُركز التوزيع في حجرات التخزين داخل الخلايا وخارجها. يُعتقد أن التأُثير المُثبط للغليسرين على نقطة التبريد الفائقة يرجع إلى لزوجته العالية في درجات الحرارة المنخفضة، وذلك يمنع أي نشاط تبريدي وستنخفض البارافينات المكلورة قصيرة السلسلة إلى ما دون درجة حرارة البيئة. في درجات الحرارة الباردة (أقل من 0 درجة مئوية)، يصعب إنتاج الغليكوجين، ويتعزز تحلل الغليكوجين إلى الغليسرين، ما يؤدي إلى ارتفاع مستويات الغليسرين في الحشرات التي تقاوم التجمد، وقد تصل إلى مستويات أعلى بخمس مرات من تلك الموجودة في الحشرات المقاومة للتجمد ولا تحتاج إلى الخضوع لدرجات الحرارة الباردة فترات طويلة.
على الرغم من أن جميع الحشرات التي تقاوم التجمد تنتج البوليولات، لكن جميع الحشرات التي توجد في حالة السبات تنتج عناصر العزل الحراري. على سبيل المثال، يحتوي الهيمولمف لديدان الطحين على سلالة من هذه البروتينات. آلية توقيت الفترة الضوئية هي المسؤولة عن زيادة مستويات البروتين المضاد للتجمد مع بلوغ التركيزات أعلى مستوياتها في فصل الشتاء. في الخنافس الكاردينال والخنافس النارية، في فترة ضوئية قصيرة مدتها 8 ساعات و16 ساعة من الظلام، تزداد عناصر العزل الحراري إلى أعلى مستوياتها والتي تتوافق مع قصر ساعات النهار في فصل الشتاء. يُعتقد أن هذه البروتينات المضادة للتجمد تعمل على تثبيت البارافينات المكلورة قصيرة السلسلة عن طريق الارتباط المباشر بالهياكل السطحية لبلورات الجليد نفسها، ما يقلل من حجم البلورة ونموها. لذلك، بدلًا من العمل على تغيير الكيمياء الحيوية للسوائل الجسدية كما هو موضح بالكريوبروتيكتنت، تعمل مركبات عناصر العزل الحراري مباشرة مع البلورات الجليدية عن طريق تكثيف جزيئاتها إلى البلورات النامية لتثبيط نموها وتقليل فرصة حدوث التجمد المميت.